# Parafia Najświętszego Salwatora w Krakowie
Parafia Najświętszego Salwatora w Krakowie – parafia rzymskokatolicka należąca do dekanatu Kraków-Salwator archidiecezji krakowskiej na Salwatorze przy ulicy Kościuszki.

## Historia parafii
Została utworzona w 1183 r. Swoją nazwę zawdzięcza kościołowi Najświętszego Salwatora w Krakowie, zbudowanemu w XII wieku i konsekrowanemu w 1148 r., będącemu zarazem jednym z najstarszych zabytków Krakowa. Jednak obecnie, z przyczyn praktycznych, status kościoła parafialnego posiada znacznie większy, barokowy Kościół św. Augustyna i św. Jana Chrzciciela, obok konwentu norbertanek.
W Poniedziałek Wielkanocny w parafii Najświętszego Salwatora odbywa się odpust zwany Emaus. Tradycyjnie uroczystą sumę odpustową w Poniedziałek Wielkanocny odprawia arcybiskup krakowski.

## Wspólnoty parafialne
- Akcja Katolicka
- Rada Duszpasterska
- Arcybractwo Św. Anny
- Bractwo Kurkowe
- Czciciele Miłosierdzia Bożego
- Duszpasterstwo anonimowych alkoholików
- Duszpasterstwo artystów
- Duszpasterstwo bezdomnych
- Duszpasterstwo chorych
- Duszpasterstwo Pracowników Wodociągów
- Duszpasterstwo Rodzin Osób Głuchych
- Jasnogórska Rodzina Różańcowa
- Rodzina Sercańska
- Różaniec Fatimski
- Ruch Światło-Życie
- Wiara i Światło
- Schola dziewczęca
- Służba Liturgiczna
- Straż Honorowa Najświętszego Serca Pana Jezusa
- Związek Harcerstwa Rzeczypospolitej
- Żywy Różaniec

## Zasięg parafii
Ulice: Anczyca, Bąkowskiego, Białe Wzgórze, Borowego, św. Bronisławy, Bruzdowa, Dojazdowa, Do Przystani, Drożyna, Dunin-Wąsowicza, Emaus, Fabiańskich, Fałata, Filarecka, Flisacka, al. Focha, Ghandiego, Gontyna, Hoffmana, Jaskółcza, Jaxy Gryfity, J. Kałuży, Kamedulska 1–17 i 2–14, Kasztelańska, Komorowskiego, Korzeniowskiego, Kościuszki, al. Krasińskiego nry parzyste, Kraszewskiego, św. Królowej Jadwigi nry parzyste do 202 i nieparzyste do 181, Krzywickiego, Księcia Józefa nry parzyste do 84 i nieparzyste do 125, Kudlińskiego, Lajkonika, Lelewela, Leszczynowa, Ludwika Węgierskiego, Łowiecka, Malczewskiego, Mlaskotów, Morawskiego, pl. Na Stawach, Odyńca, Owcy-Orwicza, Pajęcza 2, 4, 6, Pększyca-Grudzińskiego, Piastowska, Pod Kopcem, Pod Sikornikiem, Polnych Kwiatów, Prusa, Przegon, Robla, Romera, Rybna nry parzyste, Salwatorska, Sawickiego, Senatorska, Słonecznikowa, Stachowicza, Strzelnica, Syrokomli, Tatarska, Tondosa, Ujejskiego, Ukryta, al. J. Waszyngtona, Wioślarska, Włóczków, Wodociągowa, Wyczółkowskiego, Wyrobka, „Wyrwy”-Furgalskiego, Zaścianek, Zimorodków, Złota.